# Marie Dahn-Hausmann

Marie Dahn-Hausmann, vor 1850

Marie Dahn-Hausmann (* 17. Juni 1829 in Wien; † 21. März 1909 in München) war eine deutsche Schauspielerin. Sie war eine Tochter der Schauspieler Ludwig Hausmann (1803–1876) und Julie Weick (= Juliane Hausmann 1810–1901), die erst 1838 heirateten, als Ludwig Hausmann an das Hoftheater Mannheim engagiert wurde und Julie Weick ihm dorthin folgte. Marie debütierte dort 1845 ihrerseits mit 16 Jahren als Schauspielerin.
Bevor sie 1849 fest an das königliche Hoftheater München engagiert wurde, trat sie dort 1848 als Gast auf. Schopenhauers Schüler Adam von Doß (1820–73) berichtete darüber in einem Brief an Hermann Schoen:

„Einen seltenen Genuß habe ich jüngst gehabt durch die lieblichste Theatererscheinung, die ich je gesehen. Marie  Hausmann aus Frankfurt gastierte auf unserer Bühne. Leider hörte ich erst spät von ihrem Hiersein und ihrem Talent und konnte sie nur mehr zweimal bewundern, als Käthchen von Heilbronn und als Marianne in den Geschwistern. Sie ist achtzehnjährig; ein Mädchen, auf deren Stirn und Wangen noch nichts abgeprägt erscheint von der Koketterie und Abgenutztheit einer Schauspielerin. Sie ist natürlich, hold und anmutig und machte mir den tiefsten Eindruck, nicht bloß durch den Reiz ihrer Erscheinung, sondern durch das Dahinterliegende, durch die Idee, welche hindurchschimmert. Ach, wie lange wird sie solchen Duft sich zu wahren wissen auf ihrer gefährlichen Bahn! Gern vermißte ich die größere Routine. Es war rührend, wie sie so von innen heraus spielte, gleichsam in sich versunken, abgewandt von den abnutzenden Blicken des Publikums, in Geist und Herzen sich selbst zur Lust. Die Idee ihres Vorbildes, das sie so wonnig wiedergab, umstrahlte sie wie eine Heilige. Denn, daß ich's nur bekenne, ich halte es hoch, das Kleistsche Käthchen! Das Ritterzeug, natürlich, ist mir nichts; aber das süße, tiefempfundene Frauenbild ist mir viel.“

Ähnlich begeistert sandte König Ludwig I. von Bayern Marie Hausmann mit einer Einladung in das neue Wittelsbacher Palais, das er nach seiner Abdankung am 20. März 1848 bezogen hatte, folgende Verse:
Liebliches Wesen, du zogest vereint mit mir in die Wohnung,

Hat die Schwelle auch gleich niemals dein Fuß noch berührt.

Der Gedanke an dich belebet, erheitert die Räume,

Da du geistig verweilst, bleibest beständig du da.

Ohne an dich auch, kann an dieselben niemals ich denken,

Da du die Kindlichkeit selbst, sanfte Gemütlichkeit bist.

Unwiderstehlich ziehet sie an, die Reinheit der Seele,

Unwiderstehlich darum ziehest, Maria, du an.

Nicht durch den Hauch der Jahre vermag dein Bild zu erbleichen,

Die von der Erde du mich schwingest zum Himmel hinan.
Ludwig I. ließ ihr später noch allerlei selbstverfasste Gedichte zukommen, auch noch, nachdem sie 1852 den fast achtzehn Jahre älteren Schauspieler Friedrich Dahn geheiratet und ihm eine Tochter geboren hatte. Diese einzige Tochter des Paares verfiel 1878 auf ihrer Hochzeitsreise unheilbarem Wahnsinn, wie Gottfried von Böhm unter Mitteilung des Briefes überliefert, den König Ludwig II. der verzweifelten Mutter am 10. April 1878 dazu schrieb.
Berühmt geworden ist der Brief Ludwigs II. an die verehrte Künstlerin vom 25. April 1876, "nachts 2 Uhr", in dem er von Seelenverwandtschaft mit ihr im "Hasse gegen das Niedrige, Unrechte" schrieb und in Anspielung auf Worte der von ihr mehrfach verkörperten Beatrice aus Schillers Braut von Messina bekannte: "Ein ewiges Räthsel will ich bleiben mir und anderen".
Anlässlich ihres 50-jährigen Bühnenjubiläums 1895 ernannte Prinzregent Luitpold von Bayern sie zum Ehrenmitglied der königlichen Hofbühne. Am 31. Mai 1899 erhielt sie die Ehrenmünze des Ludwigsordens. 1898 gab sie ihre Abschiedsvorstellung. Ihre letzte Ruhestätte fand sie in München neben ihrem 1889 verstorbenen Ehemann (Alter Nordfriedhof (München) Arcisstraße, Sektion: 014, Reihe: 11, Nummer: 22/23).

## Rollen (Auswahl)

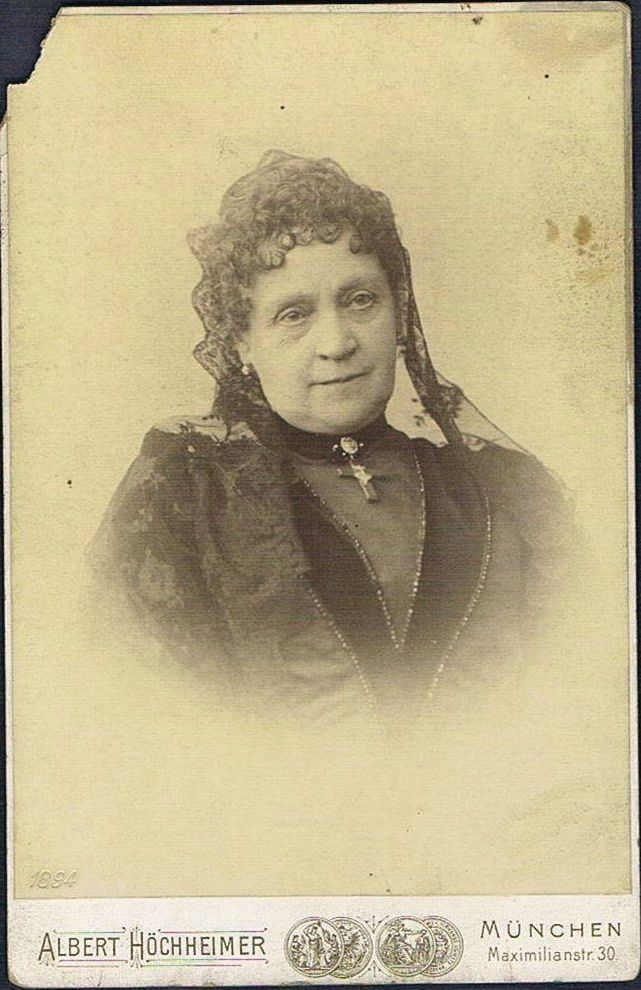
Marie Dahn-Hausmann 1895

- Jane Eyre – Die Waise aus Lowood (Charlotte Birch-Pfeiffer) 1853
- Lorle – Dorf und Stadt (Charlotte Birch-Pfeiffer)
- Bauerntochter – Der Goldbauer (Charlotte Birch-Pfeiffer)[9]
- Picarde – Kurmärker und Picarde (Louis Schneider)
- Marie – Clavigo (Johann Wolfgang von Goethe)
- Julia – Romeo und Julia (William Shakespeare)
- Anna – Die Pfälzer in Irland (Paul Heyse) 1855[10]
- Tullia – Die Sabinerinnen (Paul Heyse) 1858[10]
- Elisabeth Charlotte – Elisabeth Charlotte (Paul Heyse) 2. Januar 1860[10] – 1862
- Claudia – Emilia Galotti (Gotthold Ephraim Lessing)
- Emilia Galotti – Emilia Galotti (Gotthold Ephraim Lessing) 1854
- Ophelia – Hamlet (William Shakespeare) 1857, 1867
- Thekla – Wallenstein (Friedrich Schiller)
- Schwiegermutter – Die böse Schwiegermutter (Gustav Gans zu Putlitz)
- Ulrike – Der Störenfried (Roderich Benedix)
- Herzogin – Die Welt, in der man sich langweilt (Édouard Pailleron)
- Rosette – Ein Schritt vom Wege (Ernst Wichert)
- Frau Tjälde – Ein Fallissement (Bjørnstjerne Bjørnson)
- Magd – Daniel Danieli (Richard Voß)
- Therese – Maria Magdalena (Friedrich Hebbel)
- Beatrice – Viel Lärm um nichts 1853, 1858, 1861, 1869
- Recha – Nathan der Weise (Gotthold Ephraim Lessing)
- Minna – Minna von Barnhelm (Gotthold Ephraim Lessing) 1854
- Desdemona – Othello (William Shakespeare) 1854, 1866
- Beatrice – Die Braut von Messina (Friedrich Schiller) 1861, 1866
- Chriemhild – Brunhild (Emanuel Geibel) 1866
- Ismene – Antigone (Sophokles) 1866
- Portia – Der Kaufmann von Venedig (William Shakespeare) 1867